# Тукан (рід)
Тукан (Ramphastos) — рід дятлоподібних птахів родини туканових (Ramphastidae). Включає 8 видів.

## Поширення
Рід поширений у Неотропіках від південної Мексики до Аргентини.

## Опис
Великі птахи. Тіло завдовжки 42-61 см. Спина, шия, верх голови, крила, хвіст чорні. Забарвлення решти оперення залежить від виду.

## Спосіб життя
Ці птахи живуть групами і населяють густі реліктові ліси, ночуючи в дуплах. Усі види в основному фруктоїдні, але живляться також і комахами і іншою дрібною здобиччю. Вони будують гніздо в дуплах, де відкладають 2-4 білі яйця.

## Види
- Тукан жовтошиїй (Ramphastos ambiguus)
- Тукан гірський (Ramphastos brevis)
- Тукан лимонноволий (Ramphastos citreolaemus)
- Тукан строкатий (Ramphastos dicolorus)
- Тукан жовтогорлий (Ramphastos sulfuratus)
- Тукан великий (Ramphastos toco)
- Тукан червонодзьобий (Ramphastos tucanus)
- Тукан чорнодзьобий (Ramphastos vitellinus)